# سوار بر باران
سوار بر باران (انگلیسی: Rider on the Rain) یک فیلم سینمایی فرانسوی در ژانر فیلم معمایی و دلهره آور محصول سال ۱۹۷۰ میلادی با بازی چارلز برانسون به کارگردانی رنه کلمان و نمایشنامه‌ای از سباستین ژاپریسو با موسیقی فیلم فرانسیس له است. این فیلم جایزه جایزه بهترین فیلم غیر انگلیسی‌زبان در مراسم گلدن گلوب را بدست آورد.

## خلاصه داستان فیلم
در جنوب فرانسه در یک روز بارانی خانمی به نام ملی پیاده شدن مرد غریبه‌ای را از اتوبوس مارسی می‌بیند. شوهر ملی، تونی، به سفر می رود و و اتفاقاتی به وقوع می‌پیوندد که …

## بازیگران
- مارلن ژوبر - مکلانولی "ملی" مائو
- چارلز برانسون - دابس
- آنی کوردی - جولیت
- کورین مرشان - زن
- جیل ایرلند - نیکول
- ژان پیات -
- مارسل پرسه - استاد ایستگاه
- گابریله تینتی - تونی
- الن بهل - مادلین لگاف
- ژان گاون - توسین
- مارک مززا - غریبه (مک بوفین)
- ماریکا گرین - مهماندار در تانیا
- پی‌یر کوله

## فیلمبرداری
فیلمبرداری از ۲ ژوئن ۱۹۶۹ در شبه جزیره جینس آغاز شد و در تاریخ ۴ اوت ۱۹۶۹ در کوت دازور به پایان رسید. برخی از صحنه ها در پاریس فیلمبرداری شد.  
این فیلم در فرانسه آمار سوم فروش شد ، سومین فیلم محبوب سال ۱۹۷۰ شد. 